# 9P/Tempel 1

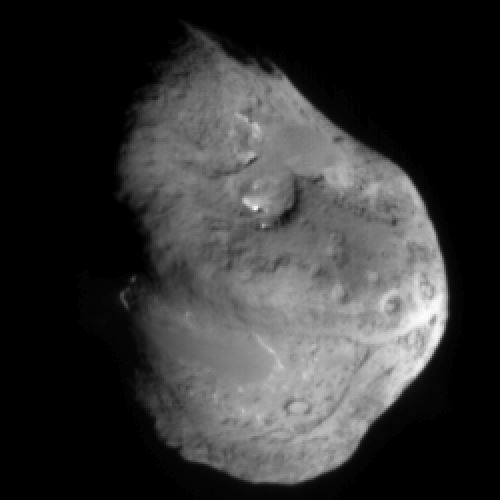
Imagem do cometa Tempel 1 antes do impacto

Tempel 1, também denominado 9P/Tempel 1, é um cometa periódico que foi descoberto em 3 de Abril de 1867 por Ernst Wilhelm Leberecht Tempel, um astrônomo que trabalhava em Marseille, França.
Este cometa foi atingido por um impactador lançado pela sonda Deep Impact da NASA, em 4 de Julho de 2005.
Quando o cometa foi descoberto tinha um período de 5,68 anos (recebeu os nomes de 9P/1867 G1 e 1867 II). O cometa foi novamente observado em 1873 (9P/1873 G1, 1873 I, 1873a) e em 1879 (1879 III, 1879b).
Ocasionalmente o cometa orbita muito próximo de Júpiter e isso causa uma mudança na trajetória do cometa. Este evento ocorreu em 1881 (a máxima aproximação de Júpiter foi de 0,55 UA), prolongando o seu período para 6,5 anos, tornando o cometa menos visível da Terra. Tentativas de fotografá-lo em 1898 e em 1905 falharam e os astrônomos pensaram que o cometa havia se desintegrado.
O cometa Tempel 1 foi redescoberto 13 órbitas mais tarde, na década de 1960 (denominado 9P/1967 L1, 1966 VII) depois que o astrônomo estadunidense Brian G. Marsden realizou cálculos precisos da órbita do cometa, levando em conta a ação da força da gravidade de Júpiter.
O astrônomo Marsden constatou que uma aproximação do cometa com Júpiter ocorrido em 1941 (0,41 UA) e em 1953 (0,77 UA) havia diminuído ambos, o periélio e o período, para valores menores aos quais o cometa tinha quando de sua descoberta. Ou seja 5.84 anos e 5.55 anos, respectivamente.
Em fevereiro de 2011, a sonda Stardust passou a uma distância de cerca de 200 km do cometa Tempel 1 para observar as registrar as modificações ocorridas desde o encontro com a sonda Deep Impact em 2005.